# Collisione aerea di Cerritos
La collisione aerea di Cerritos è stato un incidente aereo verificatosi nei pressi della città di Cerritos il 31 agosto 1986. I velivoli entrati in collisione sono un Douglas DC-9 — operante un volo di linea della Aeroméxico che collegava Città del Messico a Los Angeles con scali a Guadalajara, Loreto e Tijuana, Messico — e un PA-28-181 Archer, un piccolo aereo privato in viaggio da Torrance a Big Bear City, California.
L'incidente ha provocato 82 vittime: tutte le 67 persone a bordo degli aerei e 15 persone a terra, colpite dai rottami degli aerei precipitati al suolo. Altre 8 persone a terra hanno riportato ferite non gravi.

## Gli aerei
L'aereo di proprietà della Aeromexico era un Douglas DC-9-32, con numero di registrazione XA-JED, precedentemente registrato con la Delta Airlines come N1272 in rotta da Città del Messico per Los Angeles International Airport. L'altro aeromobile era un Piper PA-28-181 Archer comprato dalla famiglia Kramer e in rotta da Torrance a Big Bear City, California.
Il DC-9 era pilotato dal comandante Antonio Valdez Prom e il primo ufficiale Jose Valencia

## L'incidente
Il Piper con numero di registrazione N4891F con il pilota William Kramer, sua moglie e sua figlia a bordo partì da Torrance alle 11:40 PDT. Kramer aveva all'attivo 231 ore di volo. Alle 11:46, il volo 498 iniziò la discesa per Los Angeles con 58 persone a bordo e 6 membri dell'equipaggio. Il comandante aveva all'attivo 4.632 ore di volo sul DC-9 per un totale di 10.641 ore totali. Il primo ufficiale, invece, aveva 1.463 ore di volo di cui 1.245 sul DC-9. Alle 11:52 il Piper colpì lo stabilizzatore di sinistra del DC-9 che, tagliando la parte superiore della cabina, decapitò Kramer ed entrambi i suoi passeggeri. Il Piper, severamente danneggiato, precipitò nel cortile della Cerritos Elementary School (33°51'55.76"N 118° 2'23.97"W).
Nello stesso momento il DC-9, con la maggior parte dello stabilizzatore fuori uso, precipitò immediatamente in un quartiere residenziale a Holmes Avenue e Reva Circle a Cerritos. Il velivolo, una volta caduto esplose, distruggendo 5 abitazioni e uccidendo tutti i 64 membri dell'equipaggio e passeggeri a bordo e 15 persone a terra. Il fuoco provocato dal carburante dell'aereo creò molti danni anche alla abitazioni vicine.
Quando il controllore del traffico aereo si accorse della scomparsa degli schermi radar del DC-9 chiamò un MD-83 dell'American Airlines per chiedergli se avesse visto il velivolo scomparso. Il pilota del MD-83 riferì che vedeva una grossa colonna di fumo nero alla sua sinistra indicando come probabilmente il DC-9 fosse caduto.

## Vittime
Nell'incidente morirono 67 persone, di cui 36 cittadini americani, 20 cittadini messicani (11 vivevano negli Stati Uniti e 9 in Messico), un cittadino salvadoregno e una colombiana. Tra i passeggeri vennero identificati 10 bambini.

## Indagini e conseguenze
L'indagine del NTSB rivelò che il Piper era entrato senza autorizzazione nel sentiero di avvicinamento finale dell'Aeroporto di Los Angeles. Il TCA comprende un'area dai 6.000 ai 7.000 piedi di altitudine e ha forma triangolare. Il Piper avrebbe potuto attraversare legalmente questo spazio, senza chiedere autorizzazione se avesse mantenuto un'altitudine inferiore ai 6.000 piedi o superiore ai 7.000, ma invece, salendo, entrò dentro il TCA. Il controllore del traffico aereo era distratto da un altro aereo che stava entrando nel TCA e non si accorse del Piper. Il Piper non era equipaggiato con un trasponder modello C ( e non era richiesto che lo fosse ) che avrebbe indicato l'altitudine e non aveva un sistema TCAS di allarme in caso di possibile collisione. Il Pilota del Piper non avvistò l'aereo né fece manovre evasive. Quando l'autopsia rivelò che il pilota del Piper aveva un'ostruzione della via arteriosa nel cuore, la stampa scrisse che Kramer aveva subito un attacco di cuore; questo fatto fu però accantonato in base ad altre prove forensi e solo l'errore da parte di Kramer è stato il principale fattore per l'incidente.
A seguito di questo incidente la FAA ha chiesto a tutti i Jet nello spazio aereo americano di essere forniti del TCAS e ha richiesto un trasponder di tipo C anche per i piccoli aerei che transitano in spazi aerei trafficati.
Una giuria ha stabilito che il DC-9 dell'Aeromèxico non aveva alcuna colpa, invece, condannò Kramer e la FAA per aver agito con negligenza. Tuttavia, data la velocità dei due aeromobili e i punti di impatto, risulta che il Piper fosse perfettamente visibile dal ponte del DC-9 dal pilota e dal copilota, invece nel Piper il DC-9 sarebbe stato oscurato dal passeggero di sinistra. I regolamenti federali 14 CFR 91.113 (b) richiedono ai piloti di mantenere l'attenzione nel "vedere ed evitare" altri aeromobile che potrebbero essere in conflitto con le traiettorie di volo. Le posizioni relative agli impatti tra i due aerei non hanno mostrato alcun segno di manovra evasiva.
Il numero del volo, 498, è stato riciclato come volo dall'Aeroporto Internazionale di Città del Messico all'Aeroporto Internazionale McCarran tramite l'Aeroporto Internazionale di Monterrey, utilizzando un Embraer 190 operato dalla controllata di Aeroméxico Aeroméxico Connect. A partire da febbraio 2018 il numero del volo è stato ritirato. Aeroméxico continua ancora a volare a Los Angeles, ma con il numero di "Volo 646", utilizzando un Boeing 737 Next Generation o un Boeing 787 Dreamliner.

## La collisione aerea di Cerritos nei media
La collisione aerea di Cerritos è stata analizzata nella puntata L'aereo fantasma della quarta stagione del documentario Indagini ad alta quota trasmesso dal National Geographic Channel.

## Memoriale

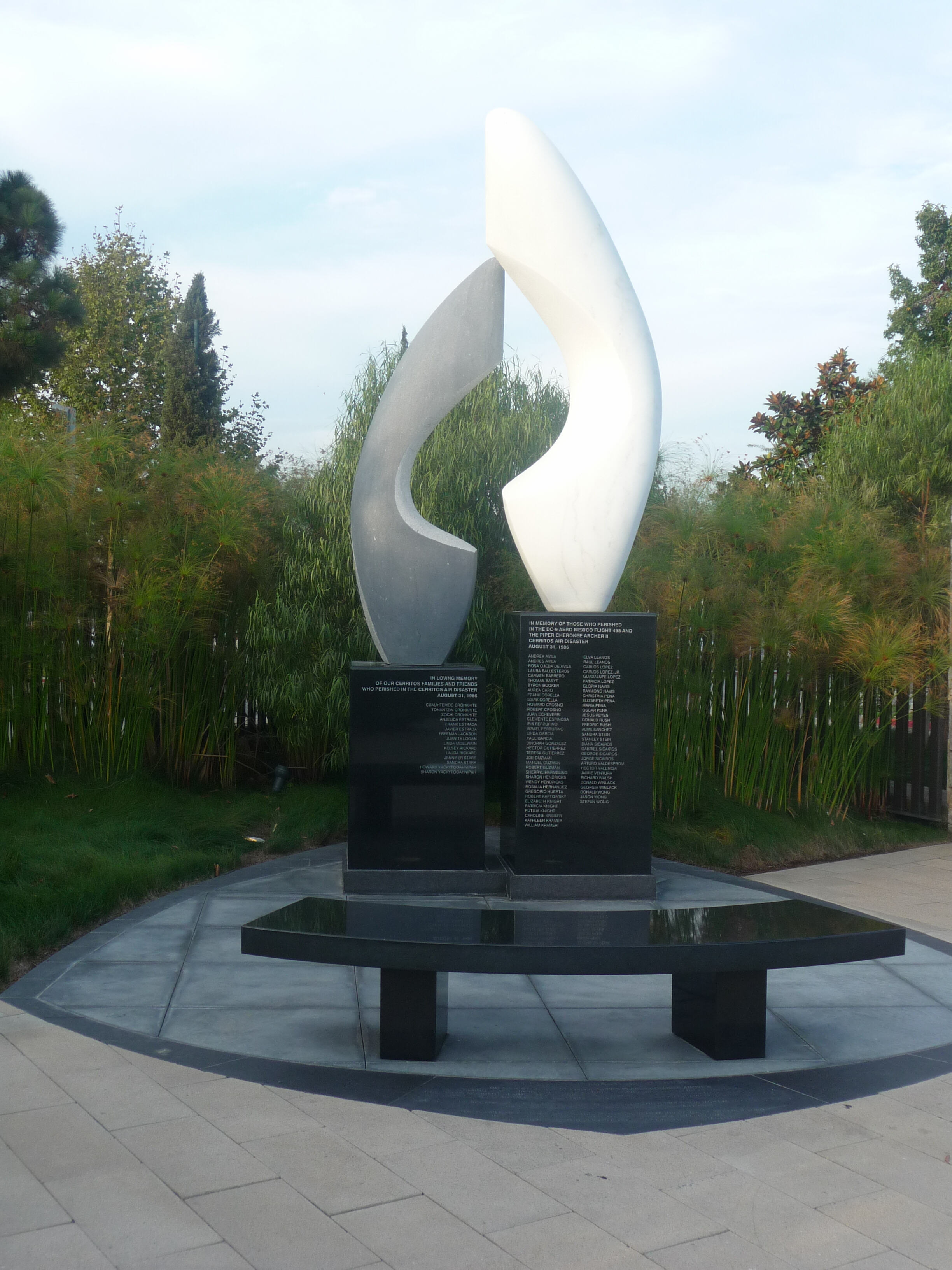
Il Memoriale del disastro aereo di Cerritos nel Giardino delle sculture di Cerritos

L'11 marzo 2006, la città di Cerritos ha dedicato un nuovo giardino di sculture con un memoriale alle vittime dell'incidente. La scultura, disegnata da Kathleen Caricof, è composta da tre pezzi. Un pezzo che ricorda un'ala commemora le vittime a bordo del jet Aeroméxico e del Piper. Un'ala simile, ma più piccola e più scura, commemora le vittime uccise a terra. Ogni ala poggia su un piedistallo che elenca le vittime in ordine alfabetico. Davanti alle due ali è situata una panca per la riflessione.

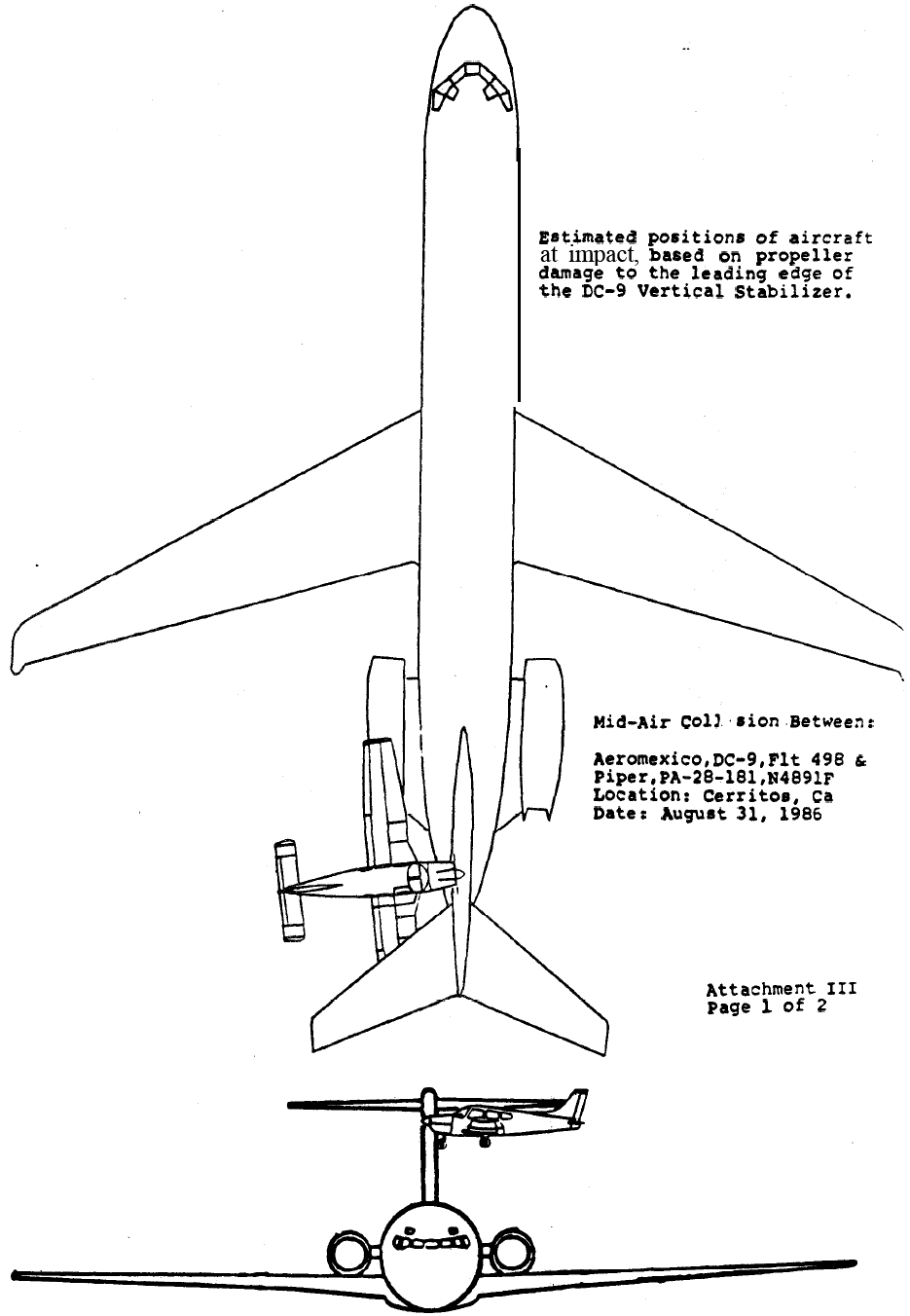
Disegno NTSB raffigurante il punto approssimativo dell'impatto
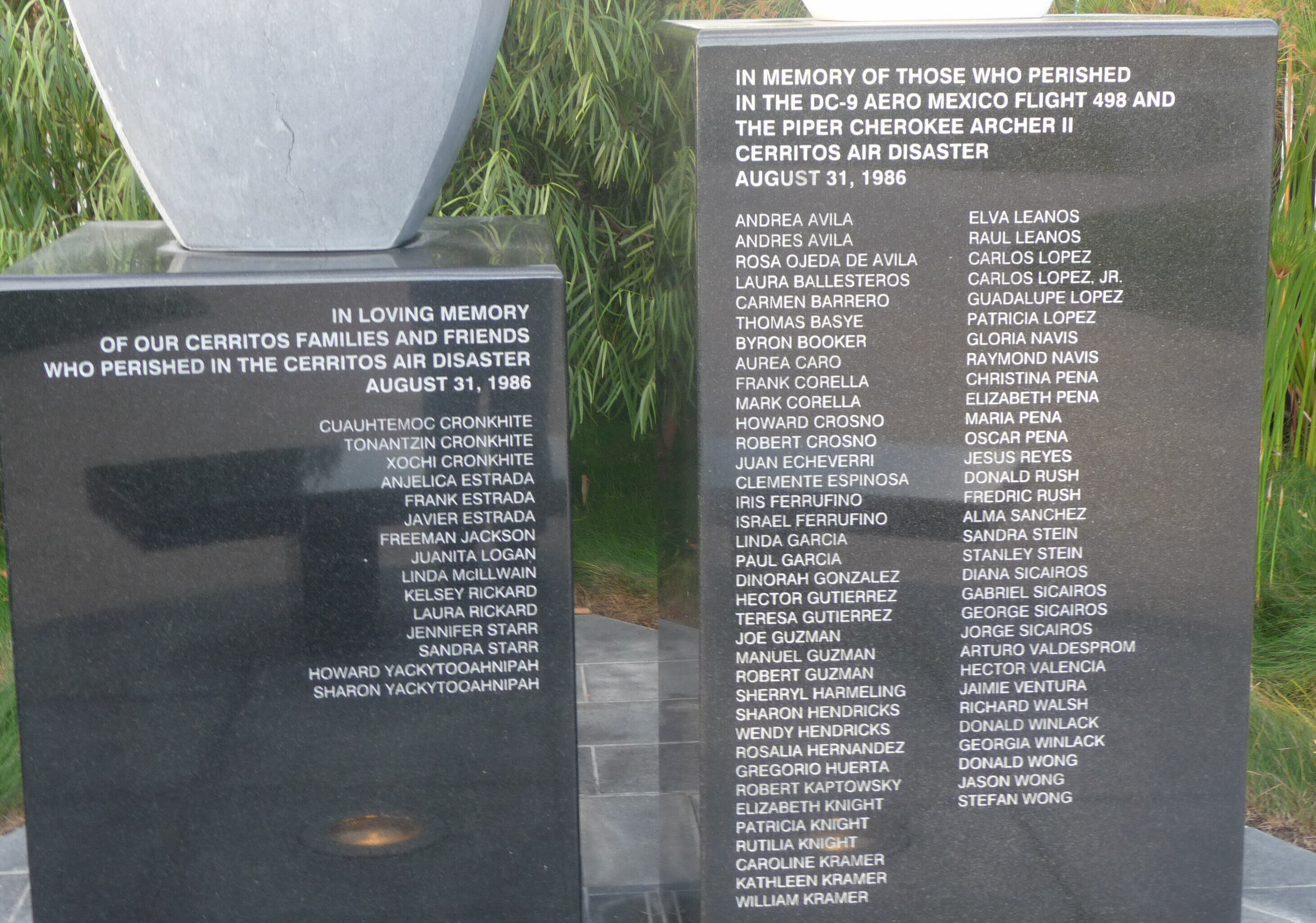
Primo piano dei nomi delle vittime
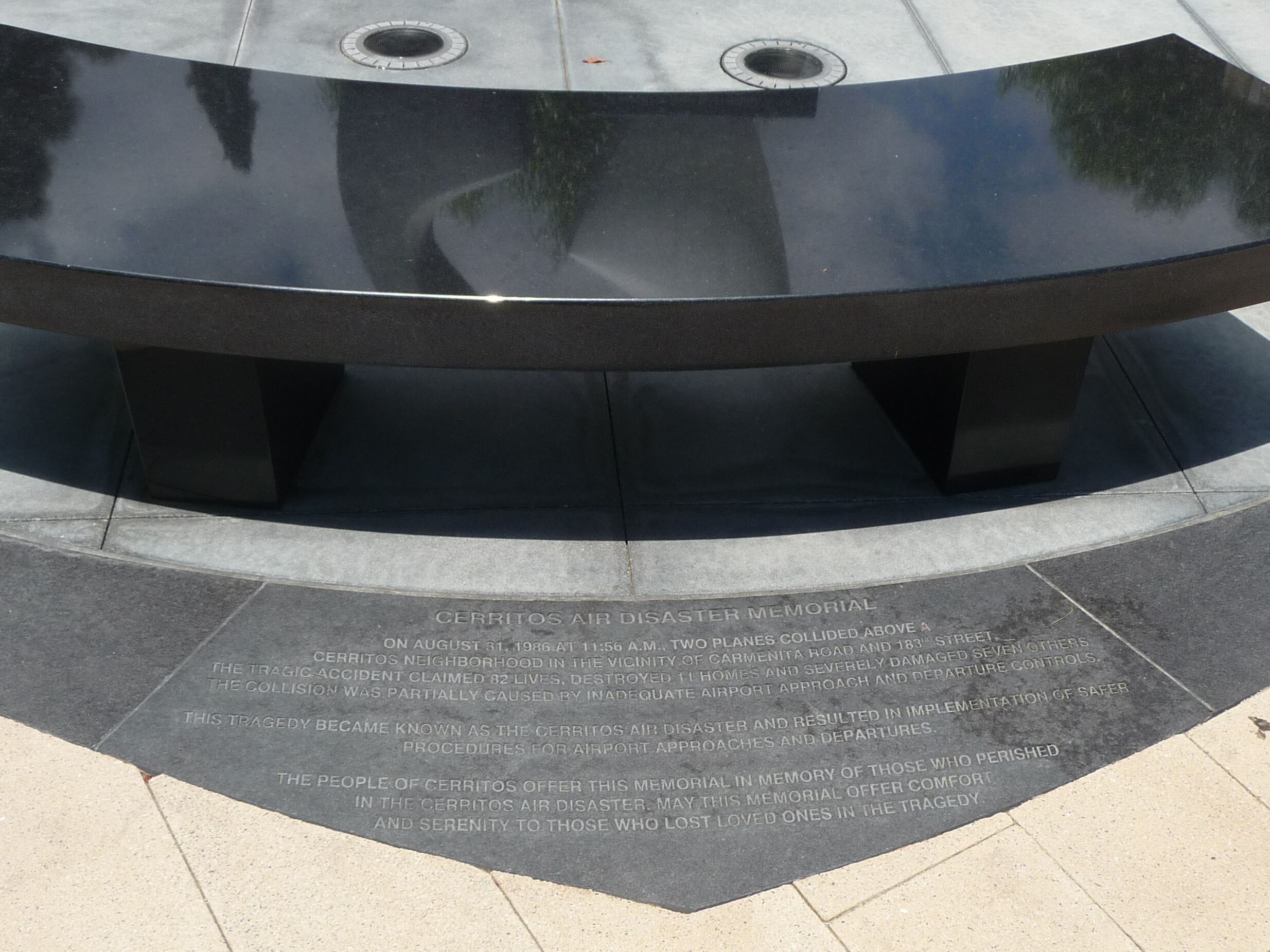
Targa dedica alla base della panchina

- Wikimedia Commons contiene immagini o altri file su Volo Aeroméxico 498